# Uzbekistan vid världsmästerskapen i simsport 2024
Uzbekistan tävlade vid världsmästerskapen i simsport 2024 i Doha i Qatar mellan den 2 och 18 februari 2024. Uzbekistan hade en trupp på sex idrottare, varav två kvinnor och fyra män.

## Tävlande per sport
Följande är en lista över antalet tävlande per sport.
| Sport    | Herrar | Damer | Totalt |
| -------- | ------ | ----- | ------ |
| Konstsim | 0      | 2     | 2      |
| Simhopp  | 2      | 0     | 2      |
| Simning  | 2      | 0     | 2      |
| Totalt   | 4      | 2     | 6      |

## Konstsim
Damer
| Idrottare                           | Gren                | Kval     | Kval      | Final            | Final            |
| Idrottare                           | Gren                | Poäng    | Placering | Poäng            | Placering        |
| ----------------------------------- | ------------------- | -------- | --------- | ---------------- | ---------------- |
| Diana Onkes Ziyodakhon Toshkhujaeva | Fritt parprogram    | 140,4958 | 30        | Gick inte vidare | Gick inte vidare |
| Diana Onkes Ziyodakhon Toshkhujaeva | Tekniskt parprogram | 223,8500 | 11 Q      | 203,4817         | 12               |

## Simhopp
Herrar
| Idrottare                       | Gren              | Kval   | Kval      | Semifinal | Semifinal | Final            | Final            |
| Idrottare                       | Gren              | Poäng  | Placering | Poäng     | Placering | Poäng            | Placering        |
| ------------------------------- | ----------------- | ------ | --------- | --------- | --------- | ---------------- | ---------------- |
| Vyacheslav Kachanov             | 1 m svikt         | 258,45 | 30        | —         | —         | Gick inte vidare | Gick inte vidare |
| Vyacheslav Kachanov             | 3 m svikt         | 279,55 | 52        | —         | —         | Gick inte vidare | Gick inte vidare |
| Igor Myalin                     | 10 m plattform    | 377,85 | 14 Q      | 415,80    | 7 Q       | 379,80           | 12               |
| Vyacheslav Kachanov Igor Myalin | Parhopp 3 m svikt | —      | —         | —         | —         | 310,62           | 21               |

## Simning
Herrar
| Idrottare      | Gren            | Heat         | Heat      | Semifinal        | Semifinal        | Final            | Final            |
| Idrottare      | Gren            | Tid          | Placering | Tid              | Placering        | Tid              | Placering        |
| -------------- | --------------- | ------------ | --------- | ---------------- | ---------------- | ---------------- | ---------------- |
| Ilia Sibirtsev | 400 m frisim    | 3.50,09      | 26        | —                | —                | Gick inte vidare | Gick inte vidare |
| Ilia Sibirtsev | 800 m frisim    | 7.53,87 0NR0 | 21        | —                | —                | Gick inte vidare | Gick inte vidare |
| Eldor Usmonov  | 50 m fjärilsim  | 23,54        | 19        | Gick inte vidare | Gick inte vidare | Gick inte vidare | Gick inte vidare |
| Eldor Usmonov  | 100 m fjärilsim | 52,83        | 23        | Gick inte vidare | Gick inte vidare | Gick inte vidare | Gick inte vidare |